# The Echoing Green

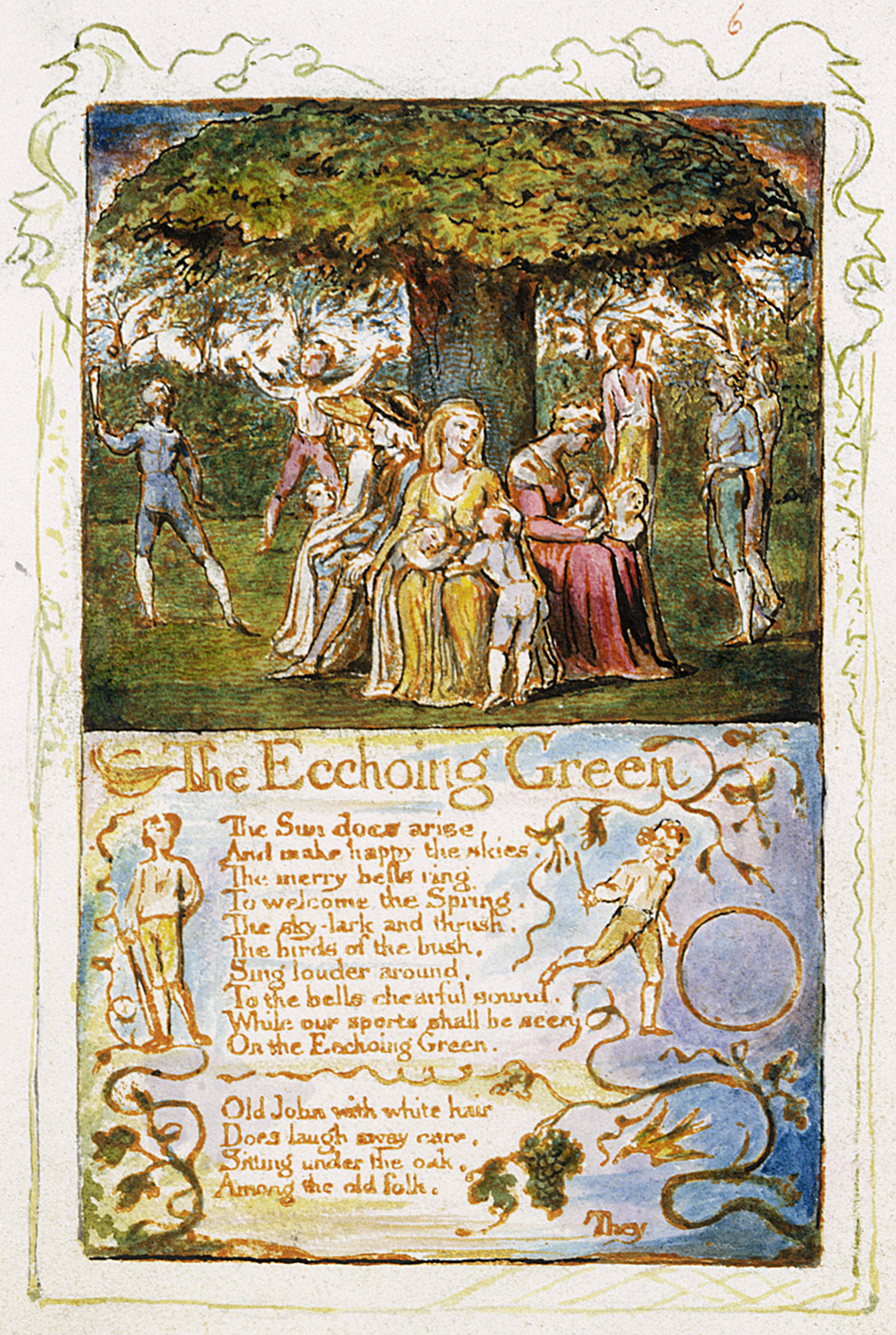
Songs of Innocence and of Experience, copia Y, 1825 (conservata nel Metropolitan Museum of Art) tavola 6 (The Echoing Green 1)

The Ecchoing Green  (letteralmente in italiano "il verde riecheggiante") è una poesia composta nel 1789 da William Blake raccolta in Songs of Innocence.

## Contenuto
La poesia, suddivisa in tre strofe da dieci versi dalla struttura molto simile e con rima baciata, descrive nella prima strofa immagini e suoni gioiosi dei bambini che giocano nella natura; nella seconda è un uomo anziano (Old John with white hair) a ricordare quando era egli stesso a giocare nella sua infanzia. L'ultima invece mostra i bambini stanchi che tornano a casa al tramonto dopo l'intensa giornata di giochi.
Si individuano precisi riferimenti temporali in due punti: con il primo verso ("The sun does arise") in cui il sole sorge, e nel terzo verso della terza strofa ("the sun does descend"). Come in molte opere di Blake, si nasconde in The Ecchoing Green una metafora della vita, dove la spensieratezza dell'infanzia lascia spazio a dolori e rimpianti nella vecchiaia, che altro non può fare che guardare il ciclo ripetersi, fino al calar della notte nella terza strofa dove, al tramonto "non si può più essere allegri" e "i giochi hanno fine".

## Testo
The sun does arise,

And make happy the skies.

The merry bells ring

To welcome the Spring.

The sky-lark and thrush,

The birds of the bush,

Sing louder around,

To the bells chearful sound.

While our sports shall be seen

On the Ecchoing Green.
Old John with white hair

Does laugh away care,

Sitting under the oak,

Among the old folk,

They laugh at our play,

And soon they all say.

Such, such were the joys,

When we all, girls & boys,

In our youth -time were seen,

On the Ecchoing Green.
Till the little ones weary

No more can be merry

The sun does descend,

And our sports have an end;

Round the laps of their mothers,

Many sisters and brothers,

Like birds in their nest,

Are ready for rest;

And sport no more seen,

On the darkening Green.

## Gallery
La letteratura in merito rileva come "The Echoing Green" sia il sesto oggetto nell'ordine di stampa in Songs of Innocence and of Experience malgrado le variazioni da copia a copia.
Le seguenti tavole rappresentano una comparazione di diverse copie esistenti della poesia, la data di stampa, la loro posizione nella relativa edizione delle poesie e l'istituzione che le ha in custodia:

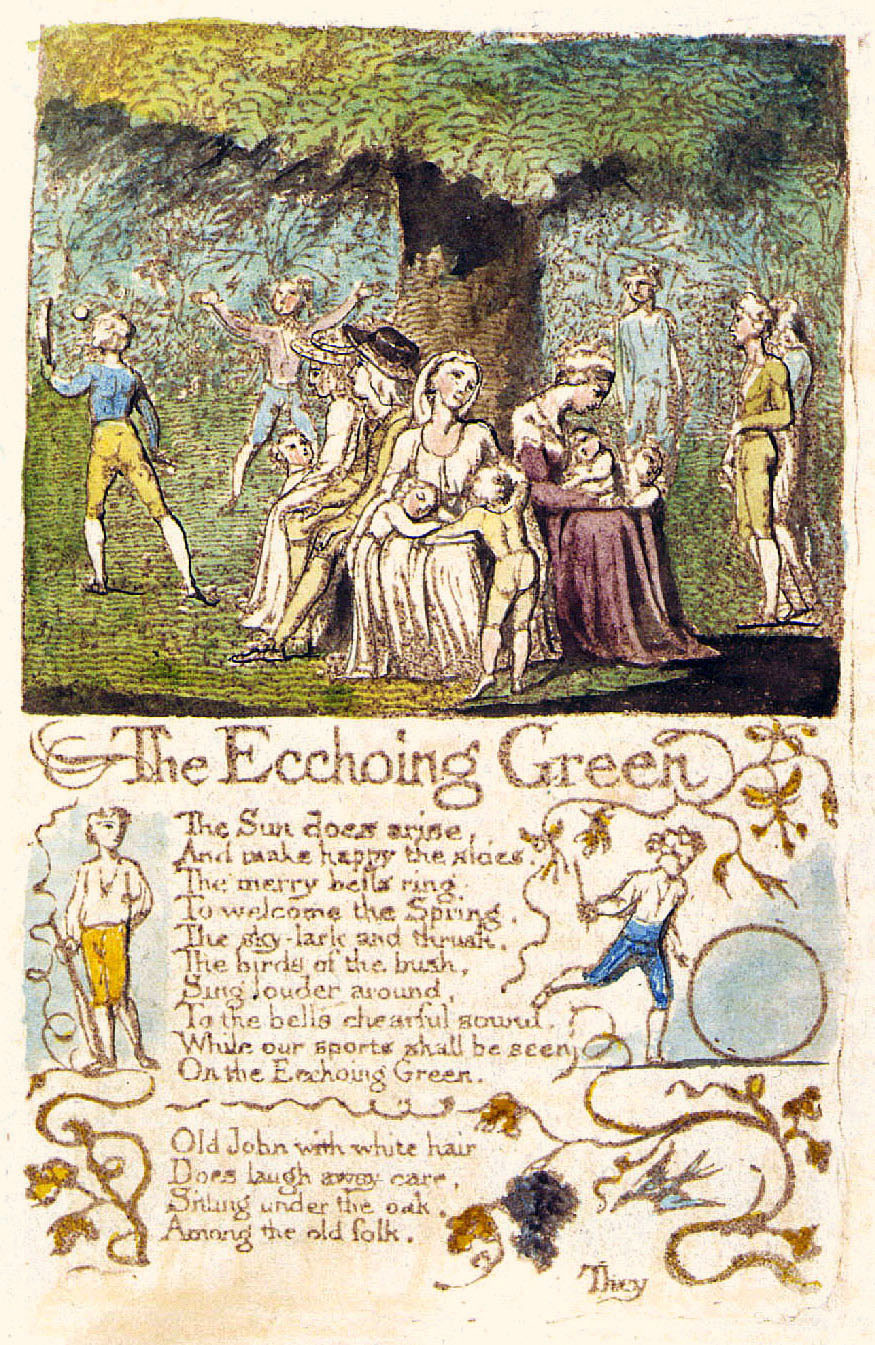
Copy C, 1789, 1794 (Library of Congress) oggetto numero 13 (The Echoing Green 1)
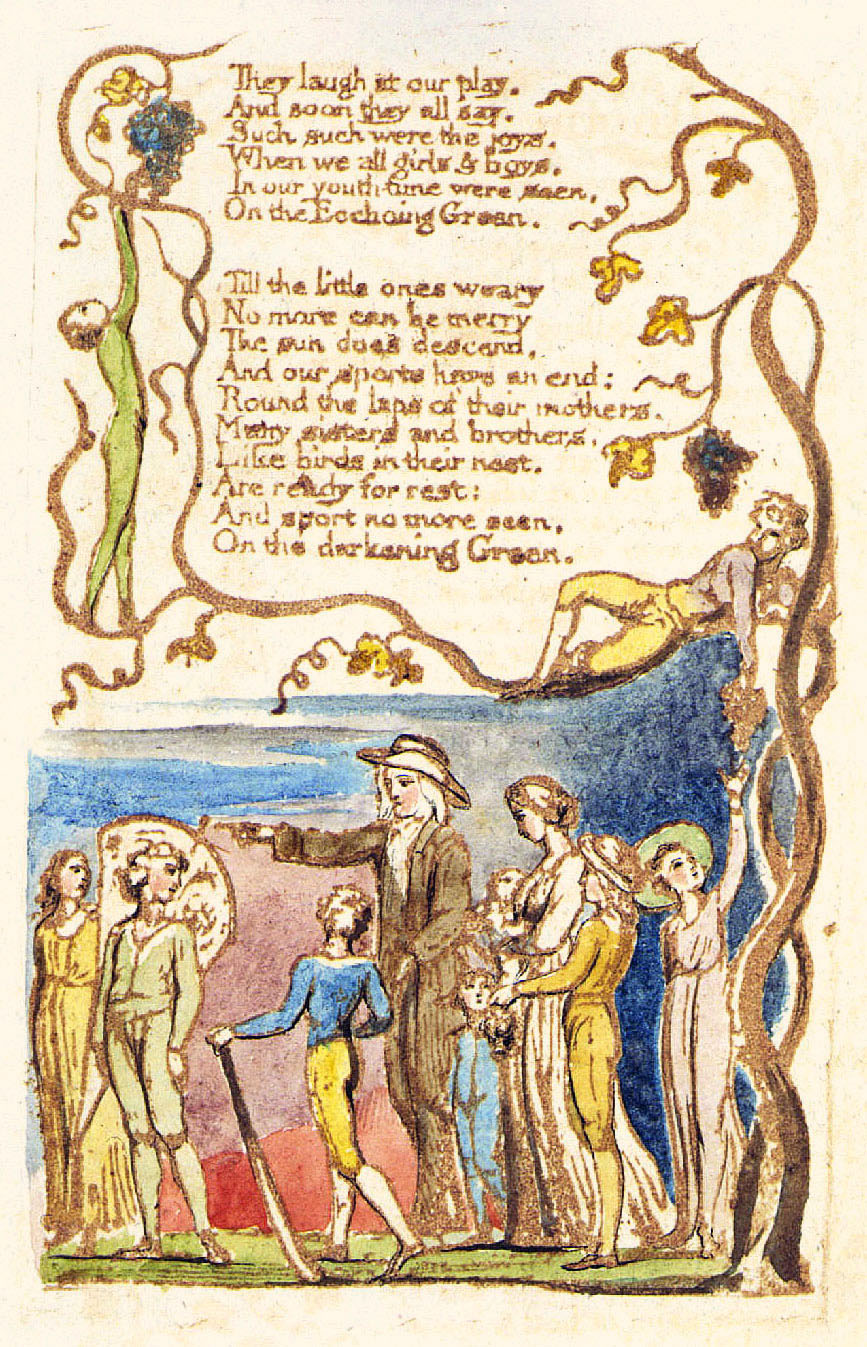
Copy C, 1789, 1794 (Library of Congress) oggetto numero 14 (The Echoing Green 2)
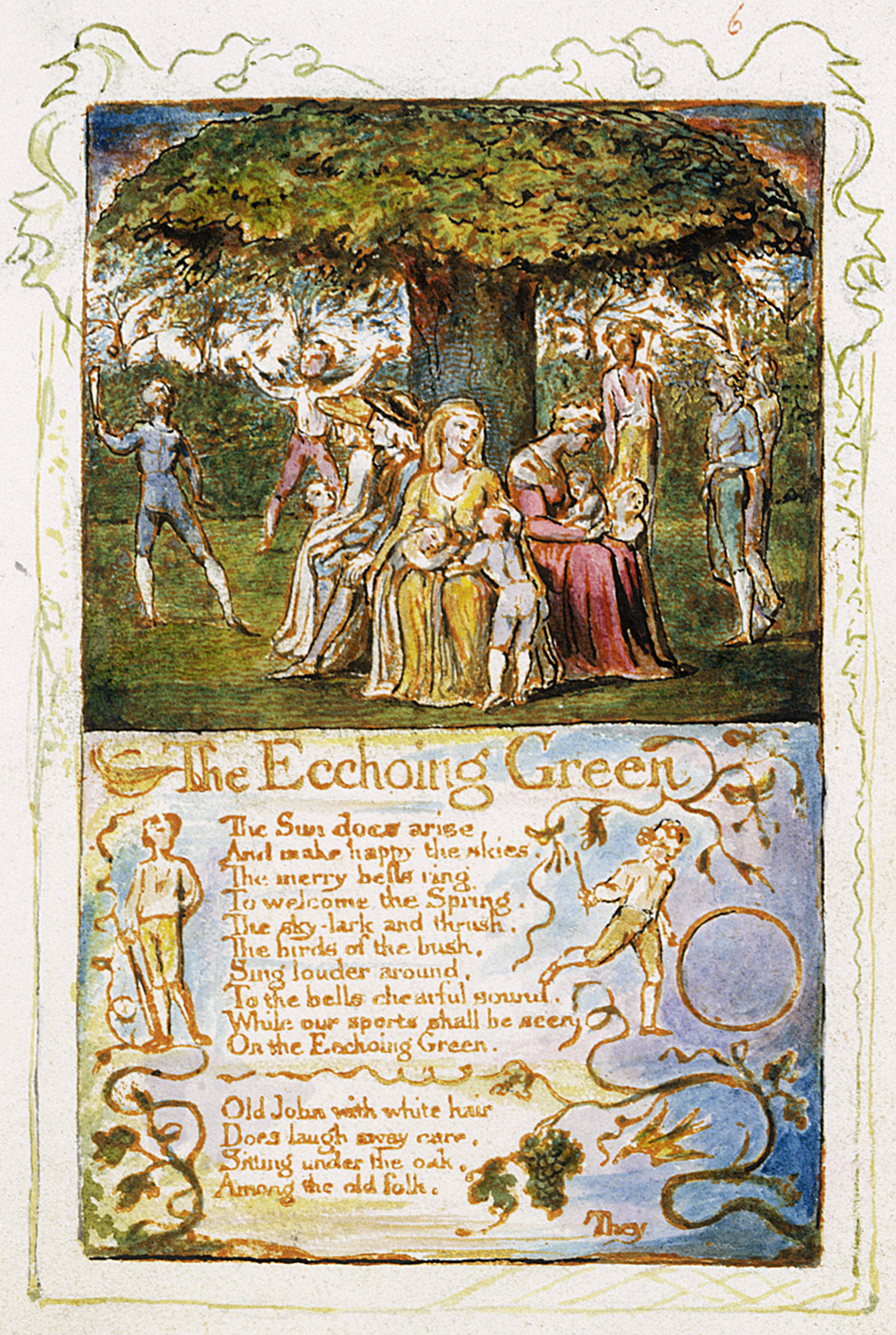
Copy Y, 1825 (Metropolitan Museum of Art) oggetto numero 6 (The Echoing Green 1)
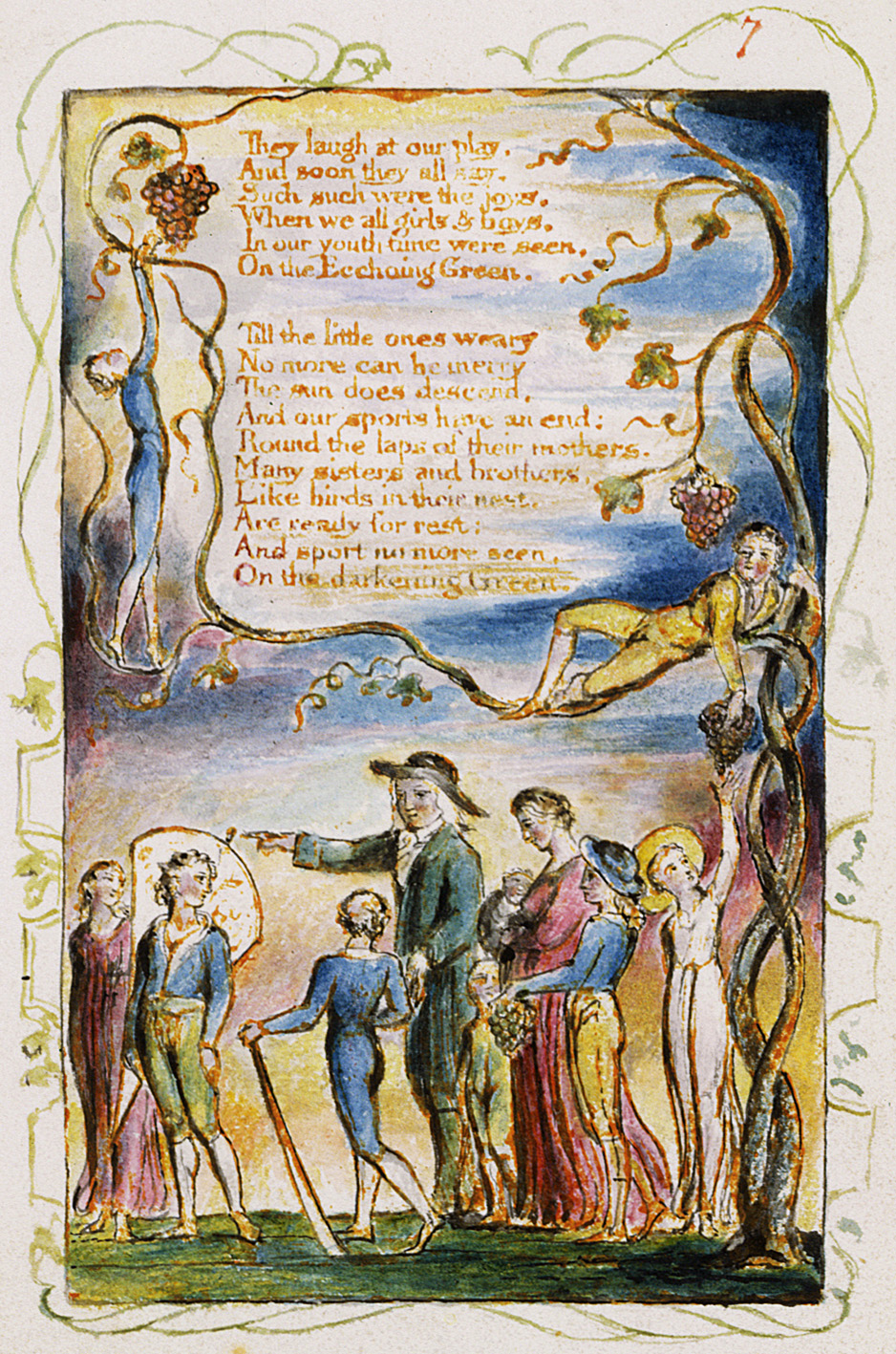
Copy Y, 1825 (Metropolitan Museum of Art) oggetto numero 7 (The Echoing Green 2)
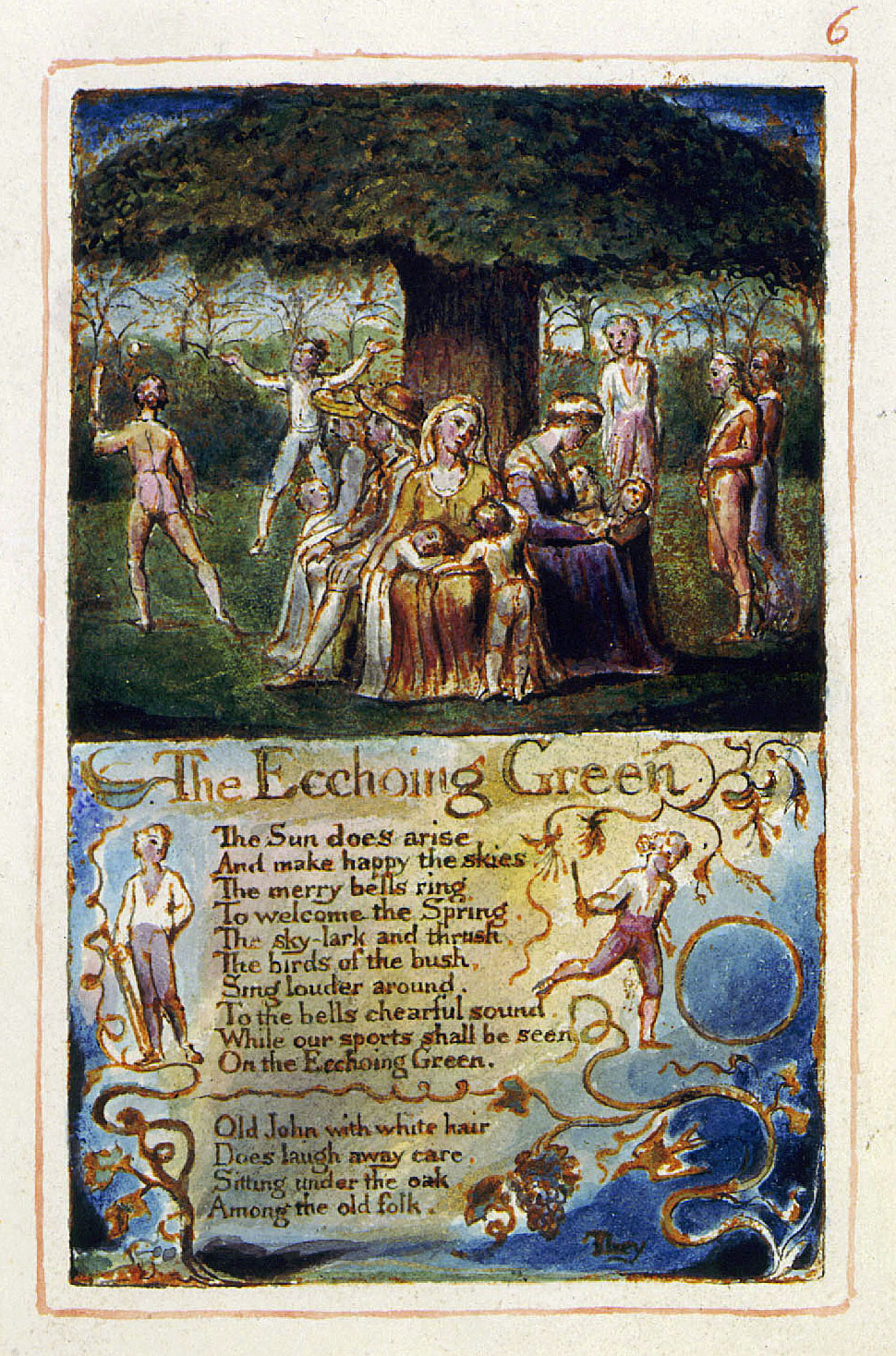
Copy Z, 1826 (Library of Congress) oggetto numero 6 (The Echoing Green 1)
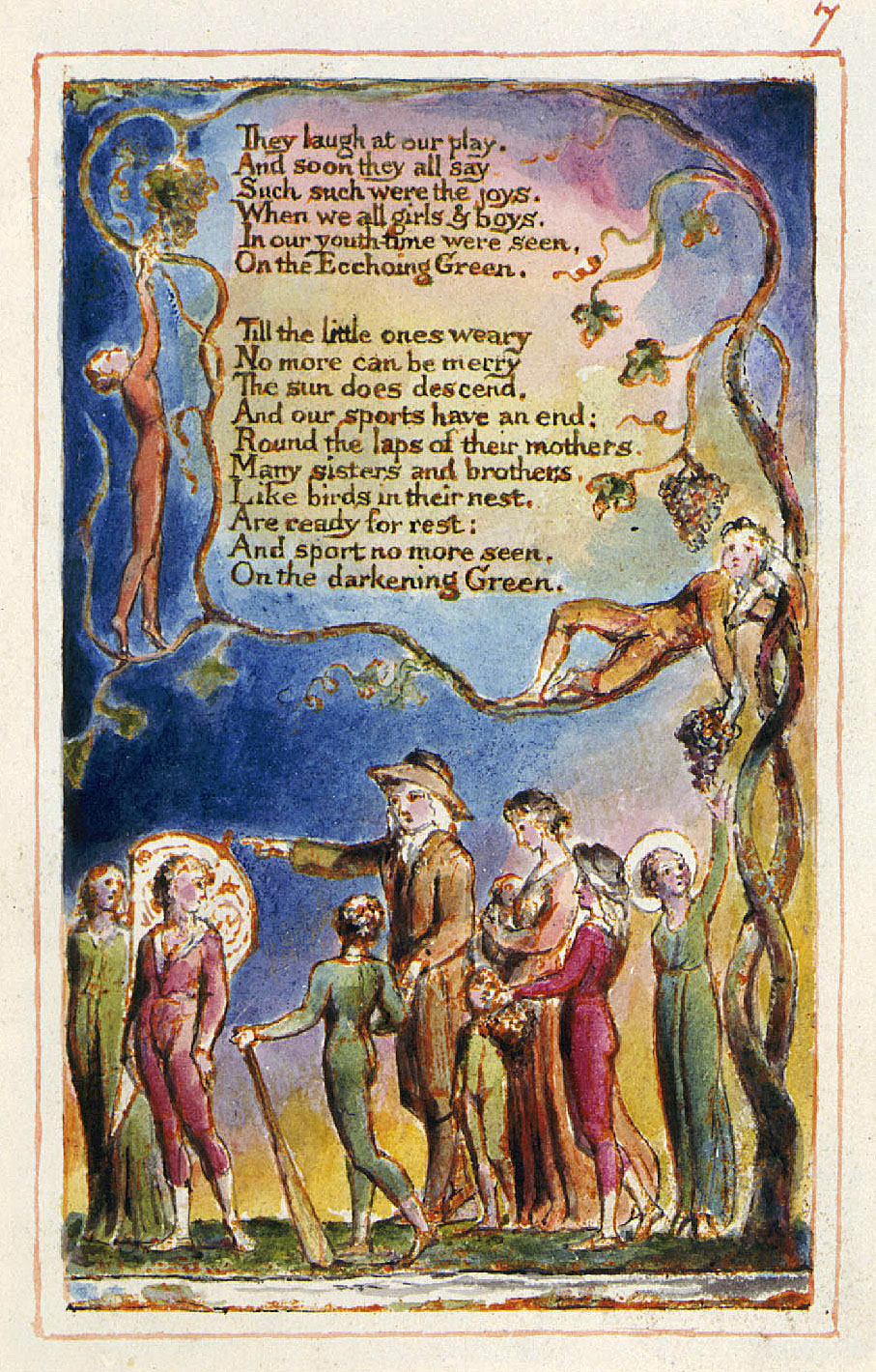
Copy Z, 1826 (Library of Congress) oggetto numero 7 (The Echoing Green 2)
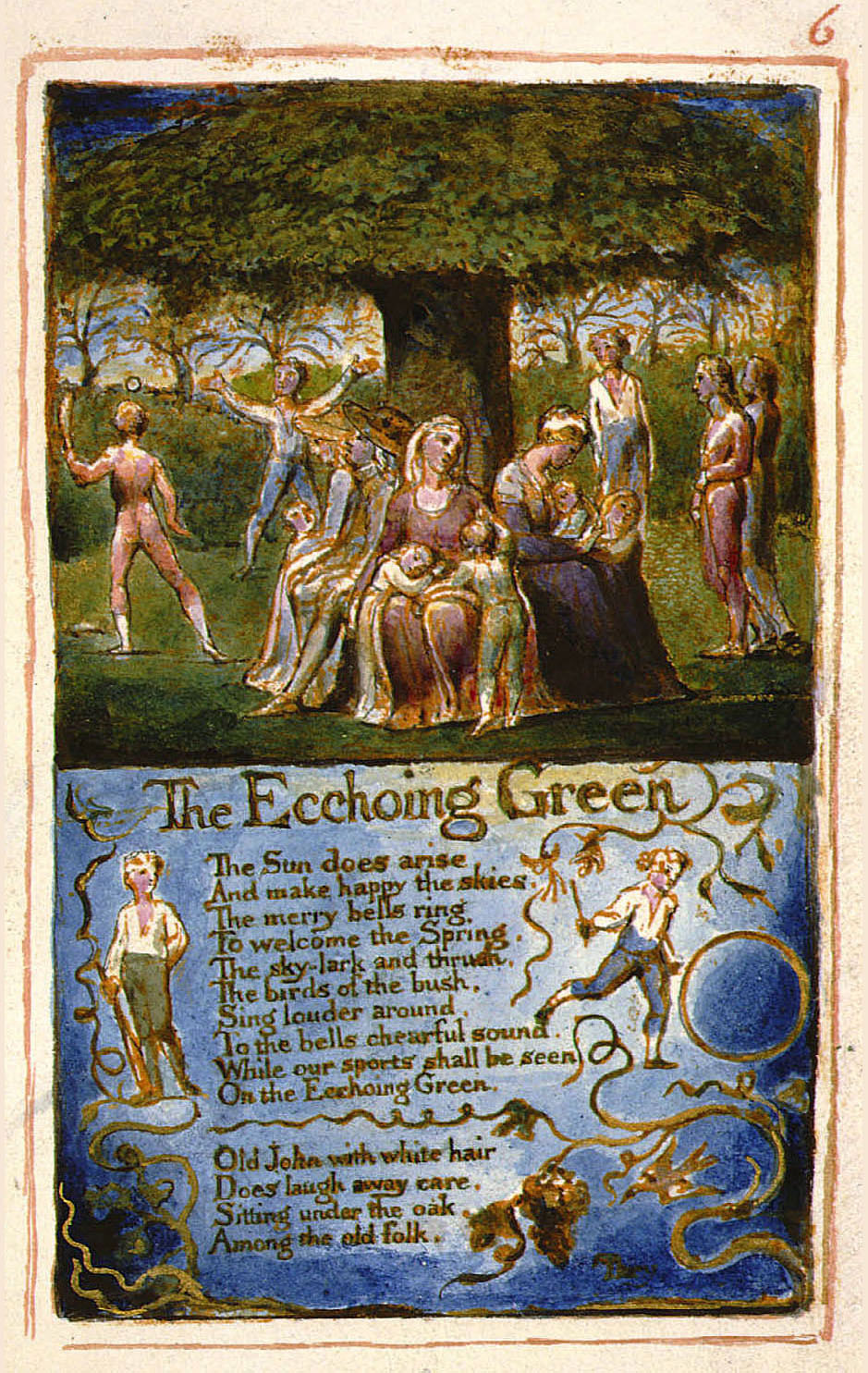
Copy AA, 1826 (The Fitzwilliam Museum) oggetto numero 6 (The Echoing Green 1)
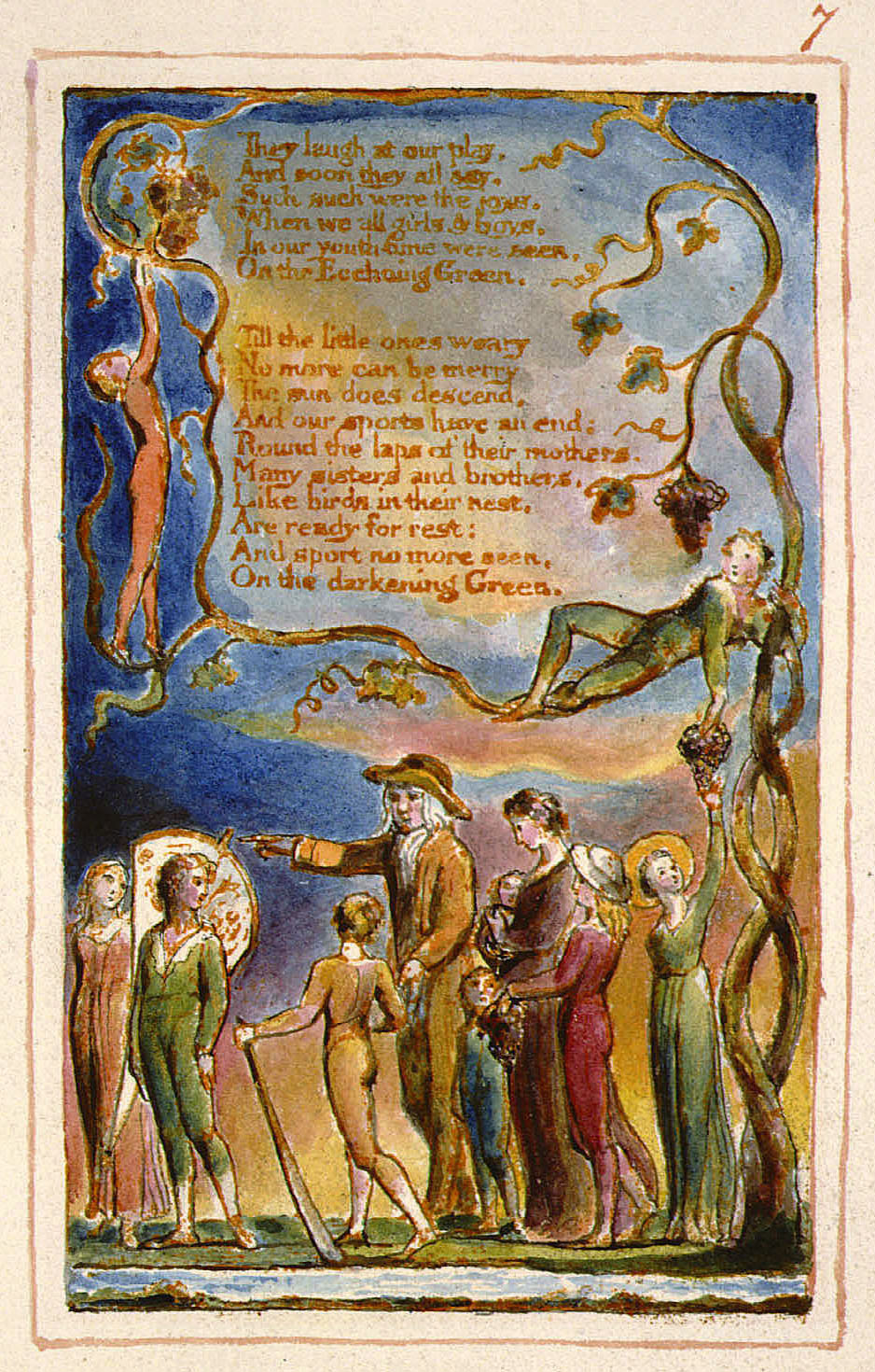
Copy AA, 1826 (The Fitzwilliam Museum) oggetto numero 7 (The Echoing Green 2)